# فرویو شورز (فلوریدا)
فرویو شورز (به انگلیسی: Fairview Shores) یک منطقهٔ مسکونی در ایالات متحده آمریکا است که در شهرستان اورنج، فلوریدا واقع شده‌است. فرویو شورز ۹٫۳ کیلومتر مربع مساحت و ۱۰٬۲۳۹ نفر جمعیت دارد و ۲۷ متر بالاتر از سطح دریا واقع شده‌است.